# Fußball-Bundesliga 1993/94 (Frauen)
Die Fußball-Bundesliga 1993/94 war die vierte Saison der Fußball-Bundesliga der Frauen. Meister wurde der TSV Siegen nach einem 1:0-Sieg über Grün-Weiß Brauweiler. Vor Saisonbeginn erhöhte der DFB die Spielzeit von 80 auf 90 Minuten.

## Saisonverlauf
Siegen und Brauweiler dominierten die Nordgruppe noch stärker als im Vorjahr. Die Westfalen konnten sich mit einem Punkt Vorsprung den Staffelsieg sichern. Die direkten Duelle gingen unentschieden aus. Dennoch zogen dunkle Wolken über Siegen auf. Erfolgstrainer Neuser verließ den Verein. Daraufhin wollte Silvia Neid zur SG Praunheim wechseln. Der Fall ging vor das Arbeitsgericht und Neid musste bleiben. Die große Überraschung war Tennis Borussia Berlin auf Platz drei. Insgesamt lag das Mittelfeld der Tabelle sehr dicht beieinander. Beide Aufsteiger konnten die Klasse halten. Dafür war die Abstiegszone für Traditionalisten ein Bild des Grauens. Rekordmeister SSG 09 Bergisch Gladbach verschwand ebenso wie der Meister von 1985, der KBC Duisburg, aus dem Oberhaus. Während die Bergisch Gladbacher Tradition heute bei Bayer Leverkusen weiterlebt, gibt es beim KBC Duisburg bereits seit Jahren keinen Frauenfußball mehr. Dafür sollte der FC Rumeln-Kaldenhausen in den kommenden Jahren groß auftrumpfen.
Die Südgruppe erlebte eine der spannendsten Spielzeiten der Geschichte. Sowohl die ersten drei, als auch die letzten drei der Tabelle lagen nur zwei Punkte auseinander. Der TuS Niederkirchen konnte wieder den Staffelsieg feiern und den FSV Frankfurt auf Distanz halten. Dritter wurde die SG Praunheim, die erstmals Höhenluft schnuppern durfte. Im Mittelfeld tummelten sich die gleichen Vereine wie im Vorjahr. Von den Aufsteigern konnte nur der TuS Wörrstadt die Klasse halten, während der SC 07 Bad Neuenahr seinem Ruf als Fahrstuhlmannschaft gerecht wurde. Begleitet wurde Bad Neuenahr vom TSV Battenberg, dessen Frauenfußball-Abteilung sich als DFC Allendorf/Eder selbständig machte.
In der Endrunde setzten sich die beiden Nordclubs im Halbfinale durch, wobei Brauweiler die höheren Siege einfahren konnte. Im Finale setzte sich der TSV Siegen durch.
Mit dem SSV Turbine Potsdam, der SG Wattenscheid 09 und dem FSV Schwarzbach konnte die Bundesliga drei neue Gesichter begrüßen. Wacker München hingegen konnte nach einem Jahr Abstinenz zurückkehren.

## Nord

### Abschlusstabelle
| Pl. | Verein                      | Sp. | S  | U | N  | Tore    | Diff. | Punkte |
| --- | --------------------------- | --- | -- | - | -- | ------- | ----- | ------ |
| 1.  | TSV Siegen (P)              | 18  | 15 | 2 | 1  | 074:110 | +63   | 32:40  |
| 2.  | Grün-Weiß Brauweiler        | 18  | 14 | 3 | 1  | 066:900 | +57   | 31:50  |
| 3.  | Tennis Borussia Berlin      | 18  | 7  | 6 | 5  | 028:210 | +7    | 20:16  |
| 4.  | VfB Rheine 1                | 18  | 7  | 5 | 6  | 031:200 | +11   | 19:17  |
| 5.  | Fortuna Sachsenroß Hannover | 18  | 8  | 3 | 7  | 038:370 | +1    | 19:17  |
| 6.  | VfR Eintracht Wolfsburg     | 18  | 7  | 4 | 7  | 036:400 | −4    | 18:18  |
| 7.  | Schmalfelder SV (N)         | 18  | 5  | 5 | 8  | 021:240 | −3    | 15:21  |
| 8.  | FC Rumeln-Kaldenhausen (N)  | 18  | 4  | 5 | 9  | 024:430 | −19   | 13:23  |
| 9.  | SSG 09 Bergisch Gladbach    | 18  | 3  | 2 | 13 | 010:450 | −35   | 08:28  |
| 10. | KBC Duisburg                | 18  | 2  | 1 | 15 | 008:860 | −78   | 05:31  |

| (P) | Pokalsieger 1992/93                   |
| (N) | Aufsteiger aus der Regional-/Oberliga |

### Kreuztabelle
Die Kreuztabelle stellt die Ergebnisse aller Spiele dieser Saison dar. Die Heimmannschaft ist in der linken Spalte aufgelistet und die Gastmannschaft in der obersten Reihe.
| 1993/94 Nord | 1993/94 Nord                | TSV Siegen | Grün-Weiß Brauweiler | Tennis Borussia Berlin | FFC Heike Rheine | Fortuna Sachsenroß Hannover | VfR Eintracht Wolfsburg | Schmalfelder SV | FCR Duisburg | SSG Bergisch Gladbach | KBC Duisburg |
| 1.           | TSV Siegen                  | –          | 2:2                  | 4:1                    | 2:4              | 3:0                         | 2:0                     | 2:0             | 4:0          | 6:0                   | 13:0         |
| 2.           | Grün-Weiß Brauweiler        | 1:1        | –                    | 5:0                    | 1:1              | 6:0                         | 3:0                     | 2:0             | 6:0          | 4:0                   | 5:0          |
| 3.           | Tennis Borussia Berlin      | 0:1        | 0:3                  | –                      | 0:0              | 0:0                         | 5:0                     | 0:0             | 5:1          | 0:0                   | 4:1          |
| 4.           | VfB Rheine                  | 0:1        | 2:0                  | 1:2                    | –                | 1:1                         | 1:1                     | 0:2             | 2:2          | 4:0                   | 2:0          |
| 5.           | Fortuna Sachsenroß Hannover | 0:5        | 0:3                  | 0:2                    | 0:2              | –                           | 3:2                     | 3:2             | 3:3          | 1:0                   | 10:1         |
| 6.           | VfR Eintracht Wolfsburg     | 1:8        | 1:4                  | 2:1                    | 3:2              | 2:4                         | –                       | 1:1             | 5:1          | 1:1                   | 10:0         |
| 7.           | Schmalfelder SV             | 0:3        | 1:2                  | 1:1                    | 2:0              | 1:3                         | 1:2                     | –               | 1:2          | 2:1                   | 1:1          |
| 8.           | FC Rumeln-Kaldenhausen      | 1:5        | 1:2                  | 1:1                    | 0:1              | 4:2                         | 2:2                     | 1:1             | –            | 1:0                   | 1:2          |
| 9.           | SSG Bergisch 09 Gladbach    | 1:6        | 0:6                  | 0:4                    | 3:1              | 0:2                         | 1:2                     | 0:3             | 1:0          | –                     | 2:0          |
| 10.          | KBC Duisburg                | 0:6        | 0:11                 | 1:2                    | 0:7              | 0:6                         | 0:1                     | 0:2             | 0:3          | 2:0                   | –            |

## Süd

### Abschlusstabelle
| Pl. | Verein                 | Sp. | S  | U | N  | Tore    | Diff. | Punkte |
| --- | ---------------------- | --- | -- | - | -- | ------- | ----- | ------ |
| 1.  | TuS Niederkirchen (M)  | 18  | 14 | 2 | 2  | 071:240 | +47   | 30:60  |
| 2.  | FSV Frankfurt          | 18  | 13 | 3 | 2  | 066:200 | +46   | 29:70  |
| 3.  | SG Praunheim           | 18  | 13 | 2 | 3  | 055:130 | +42   | 28:80  |
| 4.  | VfR 09 Saarbrücken     | 18  | 10 | 4 | 4  | 052:280 | +24   | 24:12  |
| 5.  | SC Klinge Seckach      | 18  | 7  | 4 | 7  | 028:320 | −4    | 18:18  |
| 6.  | TuS Ahrbach            | 18  | 7  | 3 | 8  | 036:340 | +2    | 17:19  |
| 7.  | VfL Sindelfingen       | 18  | 6  | 1 | 11 | 022:410 | −19   | 13:23  |
| 8.  | TuS Wörrstadt (N)      | 18  | 3  | 2 | 13 | 015:610 | −46   | 08:28  |
| 9.  | SC 07 Bad Neuenahr (N) | 18  | 2  | 3 | 13 | 023:510 | −28   | 07:29  |
| 10. | TSV Battenberg 1       | 18  | 2  | 2 | 14 | 018:820 | −64   | 06:30  |

| (M) | Titelverteidiger                      |
| (N) | Aufsteiger aus der Regional-/Oberliga |

### Kreuztabelle
Die Kreuztabelle stellt die Ergebnisse aller Spiele dieser Saison dar. Die Heimmannschaft ist in der linken Spalte aufgelistet und die Gastmannschaft in der obersten Reihe.
| 1993/94 Süd | 1993/94 Süd        | TuS Niederkirchen | FSV Frankfurt | SG Praunheim | VfR 09 Saarbrücken | SC Klinge Seckach | TuS Ahrbach | VfL Sindelfingen | TuS Wörrstadt | SC 07 Bad Neuenahr | TSV Battenberg |
| 1.          | TuS Niederkirchen  | –                 | 5:4           | 0:3          | 3:3                | 1:0               | 3:2         | 5:1              | 9:0           | 2:0                | 9:0            |
| 2.          | FSV Frankfurt      | 3:0               | –             | 4:0          | 2:0                | 3:0               | 3:0         | 5:1              | 7:0           | 2:2                | 3:1            |
| 3.          | SG Praunheim       | 0:1               | 1:1           | –            | 3:1                | 2:0               | 4:1         | 3:1              | 4:0           | 6:0                | 8:0            |
| 4.          | VfR 09 Saarbrücken | 1:4               | 4:1           | 1:2          | –                  | 3:0               | 3:2         | 3:1              | 7:1           | 4:1                | 6:3            |
| 5.          | SC Klinge Seckach  | 2:2               | 2:7           | 0:4          | 1:1                | –                 | 1:0         | 1:0              | 4:1           | 5:2                | 1:1            |
| 6.          | TuS Ahrbach        | 2:6               | 1:1           | 1:1          | 1:1                | 3:1               | –           | 1:2              | 4:1           | 1:0                | 5:0            |
| 7.          | VfL Sindelfingen   | 0:3               | 0:3           | 2:1          | 0:5                | 0:1               | 1:5         | –                | 2:1           | 1:1                | 2:0            |
| 8.          | TuS Wörrstadt      | 1:4               | 0:3           | 0:1          | 1:5                | 0:0               | 3:4         | 1:0              | –             | 1:1                | 1:0            |
| 9.          | SC 07 Bad Neuenahr | 0:2               | 1:5           | 0:5          | 0:2                | 1:3               | 1:2         | 1:5              | 6:2           | –                  | 4:0            |
| 10.         | TSV Battenberg     | 2:12              | 2:9           | 0:7          | 2:2                | 1:6               | 2:1         | 1:3              | 0:1           | 3:2                | –              |

## Endrunde um die deutsche Meisterschaft

### Halbfinale
Die Spiele fanden am 29. Mai und 5. Juni 1994 statt. Die erstgenannte Mannschaft hatte im Hinspiel Heimrecht.
|                   | Gesamt |                      | Hinspiel | Rückspiel |
| ----------------- | ------ | -------------------- | -------- | --------- |
| TSV Siegen        | 4:1    | FSV Frankfurt        | 3:0      | 1:1       |
| TuS Niederkirchen | 1:9    | Grün-Weiß Brauweiler | 1:5      | 0:4       |

### Finale
| Grün-Weiß Brauweiler                                       | Grün-Weiß Brauweiler | TSV Siegen | TSV Siegen |
| ---------------------------------------------------------- | --- | --- | ---------- |
| Grün-Weiß Brauweiler                                       | \| 19. Juni 1994 in Pulheim (Sportanlage am Freibad Stommeln) \| \| Ergebnis: 0:1 (0:0) \| \| Zuschauer: 2.600 \| \| Schiedsrichterin: Silke Janssen (Emden) \|                                                                              | \| 19. Juni 1994 in Pulheim (Sportanlage am Freibad Stommeln) \| \| Ergebnis: 0:1 (0:0) \| \| Zuschauer: 2.600 \| \| Schiedsrichterin: Silke Janssen (Emden) \|                                                                                           | TSV Siegen |
| Grün-Weiß Brauweiler                                       | Manuela Goller – Claudia Klein – Andrea Klein, Natascha Schwind – Sandra Hengst (86. Alexandra Reimann), Tünde Nagy, Anja Koser, Gyöngyi-Lovász-Anton, Bettina Wiegmann – Patricia Menge, Gudrun Gottschlich Cheftrainer: Friedhelm Fröhlich | Silke Rottenberg – Doris Fitschen – Jutta Nardenbach, Meike Fitzner – Cornelia Trauschke, Andrea Euteneuer, Silvia Neid, Britta Unsleber (86. Loes Camper) – Martina Voss, Michaela Kubat, Gaby Mink (84. Christine Chaladyniak) Cheftrainer: Gerd Neuser | TSV Siegen |
| Grün-Weiß Brauweiler                                       | 0:1 Michaela Kubat (65.) | | TSV Siegen |
| Grün-Weiß Brauweiler                                       | Michaela Kubat, Meike Fitzner | | TSV Siegen |
| 19. Juni 1994 in Pulheim (Sportanlage am Freibad Stommeln) | | |            |
| Ergebnis: 0:1 (0:0)                                        | | |            |
| Zuschauer: 2.600                                           | | |            |
| Schiedsrichterin: Silke Janssen (Emden)                    | | |            |

## Statistik
Insgesamt fielen 722 Tore (Schnitt: 4,01). Davon entfielen 336 Tore (Schnitt 3,73) auf die Nordgruppe und 386 Tore (Schnitt 4,29) auf die Südgruppe. Torschützenkönigin wurde zum vierten Mal in Folge Heidi Mohr vom TuS Niederkirchen mit 28 Toren.

## Aufstiegsrunde
Die grün markierten Mannschaften schafften den Aufstieg in die Bundesliga.

### Gruppe Nord
| Pl. | Verein                     | Sp. | S | U | N | Tore    | Diff. | Punkte |
| --- | -------------------------- | --- | - | - | - | ------- | ----- | ------ |
| 1.  | SSV Turbine Potsdam        | 6   | 5 | 0 | 1 | 018:800 | +10   | 10:20  |
| 2.  | SG Wattenscheid 09         | 6   | 3 | 1 | 2 | 010:800 | +2    | 07:50  |
| 3.  | TV Jahn Delmenhorst        | 6   | 1 | 2 | 3 | 006:120 | −6    | 04:80  |
| 4.  | VfL Wittekind Wildeshausen | 6   | 1 | 1 | 4 | 005:110 | −6    | 03:90  |

### Gruppe Süd 1
| Pl. | Verein                  | Sp. | S | U | N | Tore    | Diff. | Punkte |
| --- | ----------------------- | --- | - | - | - | ------- | ----- | ------ |
| 1.  | Wacker München (A)      | 6   | 5 | 1 | 0 | 026:100 | +25   | 11:10  |
| 2.  | SC Freiburg             | 6   | 4 | 1 | 1 | 019:200 | +17   | 09:30  |
| 3.  | FSV Viktoria Jägersburg | 6   | 2 | 0 | 4 | 008:900 | −1    | 04:80  |
| 4.  | TuS Koblenz             | 6   | 0 | 0 | 6 | 001:420 | −41   | 0:12   |

### Gruppe Süd 2
| Pl. | Verein              | Sp. | S | U | N | Tore    | Diff. | Punkte |
| --- | ------------------- | --- | - | - | - | ------- | ----- | ------ |
| 1.  | FSV Schwarzbach     | 6   | 5 | 0 | 1 | 021:100 | +11   | 10:20  |
| 2.  | TSV Crailsheim      | 6   | 4 | 0 | 2 | 034:800 | +26   | 08:40  |
| 3.  | SG Kirchardt        | 6   | 3 | 0 | 3 | 010:160 | −6    | 06:60  |
| 4.  | Rot-Weiß Göcklingen | 6   | 0 | 0 | 6 | 005:360 | −31   | 0:12   |